# Remonstranz
Eine Remonstranz war in der Frühen Neuzeit eine offizielle Beschwerde eines Staatsorgans gegen ein anderes, meist von Seiten eines Parlaments, einer Ständeversammlung oder eines Gerichtshofs gegen den Souverän, in der Rechtsverweigerungen und Machtmissbrauch kundgetan wurden. Die Entsprechung im kirchlichen Recht war das Gravamen (Liste von Gravamina) gegenüber Kirche und Klerus. Teilweise werden beide Begriffe auch nicht klar unterschieden. Die Gegenvorstellung eines Beamten gegen eine Weisung seines Vorgesetzten wird als Remonstration bezeichnet.

## Rechtliche und politische Remonstranz
Im Frankreich des Ancien Régime gab es ein exakt festgelegtes Droit de Remontrance der Parlamente und obersten Gerichtshöfe gegen Erlasse des Königs.
Historisch von besonderer Bedeutung war 1641 die Große Remonstranz des Unterhauses gegen die Regierung Karls I. von England. Ihre Verabschiedung war einer der auslösenden Faktoren des englischen Bürgerkriegs und ein entscheidender Schritt hin zur parlamentarischen Monarchie.

## Theologische Remonstranz
In den Niederlanden legten Jacobus Arminius und andere reformierte Theologen 1610 ein mit „Remonstrantie“ (Widerspruch) überschriebenes Glaubensbekenntnis zur Prädestinationslehre vor. Ihre Deutung der Prädestinationslehre wurde 1619 von der Dordrechter Synode verworfen. Daraufhin kam es zu einer Abspaltung von der Nederduitse Gereformeerde Kerk; so entstand die Kirche der „Remonstranten“.